# Notes Tècniques de Prevenció
Les Notes Tècniques de Prevenció (NTP) són un conjunt de documents elaborats per experts que recullen criteris legals i tècnics sobre una matèria laboral determinada. Són redactats i divulgats per l'Institut de Seguretat i Higiene en el Treball, institució pública pertanyent al Govern Espanyol.
Es tracta d'un recull de criteris tècnics públics de lliure accés i no vinculants, és a dir, són purament orientatius i el seu compliment no és obligatori. Els seus criteris pluridisciplinars faciliten als empresaris, tècnics en prevenció, treballadors i delegats de prevenció solucions eficaces quant a la gestió de riscos, ja que sovint les temàtiques que recullen —de gran abast o relatives a aspectes psicosocials, ambientals o maquinària específica— no es troben sotmeses a cap legislació vigent ni estatal ni europea.
Les primeres NTP van ser publicades l'any 1982 i l'any 2015 n'hi havia publicades més de 1000, repartides en 30 sèries.

## Classificació de les NTP
Les dues classificacions existents per a organitzar-les són, per una banda, per any i sèrie (una per any des de la primera data de publicació), i per l'altra, segons temàtica. Referent a aquesta segona catalogació, se'n distingeixen 8 seccions:
1. Prevenció/Gestió
2. Sectors d'activitat
3. Locals i instal·lacions
4. Equips de treball i de protecció individual
5. Productes químics
6. Agents ambientals
7. Col·lectius específics
8. Riscs ergonòmics/psicosocials i treballs específics